# Taylor Lake Village
Taylor Lake Village är en ort i Harris County i Texas. Vid 2010 års folkräkning hade Taylor Lake Village 3 544 invånare.